# Красный берег (фильм)
«Красный берег» (англ. Beach Red) — американский военный фильм 1967 года, снятый режиссёром Корнелом Уайдом, основанный на одноимённом романе Питера Боумена, служившего в корпусе инженеров армии США во время войны в Тихом океане.

## Сюжет
Тихоокеанский театр военных действий. Морские пехотинцы армии США высаживаются на берег одного из островов, оккупированного японцами. После подавления японских огневых точек вблизи побережья морские пехотинцы с боями постепенно продвигаются вглубь острова. Японцы полны решимости вытеснить американцев и вернуть остров под свой контроль. Переодевшись в форму американских морских пехотинцев, они доходят до побережья острова для того, чтобы зайти в тыл неприятелю. Но их хитроумный план рушится вместе с авиаударом американской авиации.

## В ролях
| Актёр          | Роль                     |
| -------------- | ------------------------ |
| Корнел Уайлд   | капитан Макдональд       |
| Рип Торн       | сержант Хониуэлл         |
| Бёрр Дебеннинг | Иган                     |
| Патрик Вулф    | Клифф                    |
| Джин Уоллес    | Джули                    |
| Хайме Санчес   | Коломбо                  |
| Дейл Ишимото   | капитан Танака           |
| Генки Кояма    | полковник Сугияма        |
| Джин Блэйкли   | Голдберг боевой оператор |
| Майкл Парсонс  | сержант Линдстром        |
| Норман Пак     | Накано                   |
| Дьюи Стрингер  | Маус                     |
| Фред Галанг    | лейтенант Доминго        |

## Съёмочная группа
- Режиссёр: Корнел Уайлд
- Продюсер: Корнел Уайлд
- Сценаристы: Клинт Джонсон, Дональд А. Питерсон, Корнел Уайлд (в титрах — Джефферсон Паскаль)
- Оператор: Сесил Р. Куни

## Номинации
- Оскар — номинация (1968)
- Американская ассоциация монтажёров — номинация (1968)[1]